# Kyle Kuric
Kyle Kuric (Evansville, Indiana, 25 d'agost de 1989) és un jugador de bàsquet nord-americà. Amb 1,93 d'alçada, el seu lloc natural en la pista és el d'escorta; actualment pertany al FC Barcelona de l'ACB.

## Trajectòria esportiva

### Universitat
Va jugar durant quatre temporades amb els Cardinals de la Universitat de Louisville, on hi va fer una mitjana de 8,3 punts, 3,2 rebots i 1,4 triples per partit.

### Professional
No és triat al Draft de l'NBA de 2012 per cap equip, i decideix anar a Europa, sent el CB Estudiants el seu primer equip com a professional; juga en l'equip madrileny dues temporades fent una mitjana de 12,4 punts i 2,7 rebots. L'agost de 2014 fitxa pel CB Gran Canària per 2 temporades.
El 3 de novembre de 2015 el club va informar que Kuric patia un meningioma al cervell i havia de sotmetre's a una operació per a la seva extracció al Centre Mèdic Teknon de Barcelona. Pocs dies després va haver de ser intervingut per segona vegada, a causa de l'excessiu fluid que s'allotjava en el seu cervell, la qual cosa va provocar un edema, operació de la qual va evolucionar favorablement.
El 13 de novembre es va confirmar que el tumor era benigne i la seva sortida del centre clínic pocs dies més tard. El seu retorn als entrenaments es va produir el 3 de març de 2016. Finalment va tornar a jugar el 10 d'abril contra el València Basket.
L'agost de 2016 va renovar per una temporada més amb el Granca. Aquesta temporada 2016/17 la comença amb el títol de la Supercopa, sent triat MVP del torneig.
El juliol de 2017 abandona el club canari per marxar al Zenit de Sant Petersburg, amb el qual disputarà la VTB United League i l'Eurocup.
Un any més tard torna a l'ACB fitxant pel FC Barcelona Lassa. La temporada 2020-21 va arribar amb el Barça a la final de l'Eurolliga (derrota contra l'Efes Pilsen), i va guanyar contra el Reial Madrid la Copa del Rei i la Lliga ACB amb els blaugrana.